# Craig Thomson (politico)
Craig Robert Thomson (Wellington, 31 luglio 1964) è un politico australiano.
Thomson è nato a Wellington, in Nuova Zelanda, ma è stato cresciuto a Bathurst, nel Nuovo Galles del Sud, e si è laureato in Commercio all'Università del Nuovo Galles del Sud. Più tardi ha completato il suo ciclo educativo con una laurea in legge alla University of Technology, Sydney (UTS).
È stato eletto alla Camera dei rappresentanti nel 2007 per la divisione di Dobell.